# Perinereis aculeata
Perinereis aculeata är en ringmaskart som först beskrevs av Hansen 1882.  Perinereis aculeata ingår i släktet Perinereis och familjen Nereididae. Inga underarter finns listade i Catalogue of Life.